# Альваро Діас
Альваро Фернандо Діас (порт. Alvaro Fernandes Dias; 7 грудня 1944, штат Сан-Паулу) — бразильський політик, представляв штат Парана у Федеральному сенаті з 1999 року. До того був губернатором Парани. Член політичної партії «Podemos».

## Життєпис
Народився в Каваті, в сільській місцевості штату Сан-Паулу, у сім'ї фермера та домогосподарки. Ріс в місті Маринга, штат Парана, і відвідував Державний університет Лондрини, де в 1967 році закінчив історичний факультет.
Діас розпочав свою політичну кар'єру як олдермен для Лондрини в 1968 році, будучи обраним членом Бразильського демократичного руху. На виборах 1970 року був обраний на посаду депутата Парани. У 1974 році Діас був обраний до Палати депутатів, представляючи Парану, і був переобраний у 1978 році.
У 1982 році Діас був обраний до Федерального сенату. У 1986 році він переміг колишнього федерального депутата Аленкара Фуртадо, щоб він працював губернатором Парани. На другому році на посаді губернатора Діас досягнув рівня схвалення 90 %. Згодом приєднався до Соціально-трудової партії (PST).
У 1994 році Діас приєднався до Прогресивної партії і вдруге балотувався до губернатора Парани, програвши Жейме Лернеру. Того ж року він покинув партію і вступив до Партії бразильської соціальної демократії (PSDB).
4 серпня 2018 року Альваро Діас офіційно оголосив про свою кандидатуру на пост президента Бразилії на виборах 2018 року як член партії «Podemos», але отримав менше 1 % голосів й не пройшов до другого туру.

## Нагороди
- орден князя Ярослава Мудрого V ступеня (Україна, 2008)[10];